# Giorgio Paleologo Cantacuzeno
Giorgio Paleologo Cantacuzeno in greco Γεώργιος Παλαιολόγος Καντακουζηνός? (1390 circa – tra il 1456 ed il 1459) è stato un nobile bizantino, membro della famiglia dei Cantacuzeni ed un avventuriero. È conosciuto anche con il soprannome turco di Sachatai, che si guadagnò all'inizio della sua carriera militare al servizio del despota di Morea Costantino.

## Biografia
Giorgio Paleologo Cantacuzeno era probabilmente il figlio di Teodoro Paleologo Cantacuzeno. Tra i suoi fratelli c'erano la despoina di Serbia Irene Cantacuzena, l'imperatrice di Trebisonda Elena e la moglie dal nome sconosciuto del re Giorgio VIII di Georgia. Era anche cugino degli ultimi due imperatori bizantini, Giovanni VIII Paleologo e Costantino XI Paleologo.
Trascorse la giovinezza nella capitale bizantina, Costantinopoli, dove studiò sotto la guida di Giovanni Cortasmeno. In seguito si trasferì nel Despotato di Morea, dove è attestato in documenti di Ragusa scritti nel 1431. Aveva inclinazioni erudite e manteneva una biblioteca a Kalavryta, dove ricevetta la visita da Ciriaco di Ancona nel 1436.
Quando il despota Costantino (il futuro Costantino XI) partì per Costantinopoli nel settembre 1437 per governare la città durante l'assenza del fratello Giovanni VIII Paleologo, anche Giorgio lasciò la Grecia. Visitò la sorella Elena a Trebisonda, poi l'altra sorella Irene in Serbia, dove decise di stabilirsi. Assistette alla costruzione e alla difesa della fortezza di Smederevo che la sorella e il cognato Đurađ Branković iniziarono nel 1430; per un certo periodo comandò la guarnigione di quella fortificazione. Una nota del 31 maggio 1454 in un manoscritto di Procopio (Cod. Palatin. gr. 278) indica che apparteneva a Giorgio Cantacuzeno mentre viveva a Smederevo.
Il suo pronipote, lo storico Teodoro Spandugino, racconta che Giorgio guidò la difesa di Smederevo contro gli assalti degli ungheresi nel 1456, rifiutandosi di cedere la fortezza anche quando gli aggressori fecero sfilare davanti alle mura il figlio prigioniero Teodoro. Lo storico Donald Nicol, che ha studiato la famiglia dei Cantacuzeni, ritiene che Giorgio non fosse presente alla prima presa turca della fortezza da parte di Murad II nel 1439, quando la difesa di Smederevo era nelle mani di suo fratello Tommaso, né all'assedio finale e alla cattura da parte di Maometto II il 20 giugno 1459.
Nicol ne data la morte tra il 1456 e il 1459, e sostiene che questo Giorgio Cantacuzeno non è identico al "Giorgio Paleologo" che, secondo Giorgio Sfranze, fu coinvolto nel conflitto tra i despoti Demetrio e Tommaso Paleologo in Morea nel 1459.

## Famiglia
Hugues Busac, compilando la genealogia di sua moglie Carola Cantacuzena de Flory, descrive Giorgio Paleologo Cantacuzeno come suo nonno e fratello del Grande Domestico Andronico Paleologo Cantacuzeno. Spandugino lo indica come nonno materno e altrove lo descrive come nipote dell'imperatore Giovanni VI Cantacuzeno. Nicol ritiene che Spandugino sia in errore e che l'imperatore Giovanni VI fosse il suo bisnonno e Matteo Cantacuzeno suo nonno.
Sebbene non vi sia alcuna traccia del nome della moglie, Hugues Busac gli attribuisce una famiglia di nove figli, quattro maschi e cinque femmine. Secondo Nicol, essi sono:
- Teodoro Cantacuzeno (morto nel 1459?)
- Manuele Cantacuzeno (vissuto nel 1450-1470)
- Tommaso Cantacuzeno (vissuto nel 1460), noto solo attraverso la genealogia di Busac[8].
- Demetrios Cantacuzeno, di cui non si sa nulla di certo[9].
- Una figlia sconosciuta, che sposò Giorgio Raulo; Rauol servì come emissario per il despota della Morea Tommaso Paleologo nel luglio 1460[10].
- Un'altra figlia sconosciuta, che sposò Nicola Paleologo[11].
- Zoe Cantacuzena de Flory, che sposò Giacomo II de Flory, conte di Giaffa, e i genitori di Carola, moglie di Hugues Busac[12].
- Anna Cantacuzena, che ha sposato Vladislav Hercegović.
- Un'altra figlia sconosciuta, che Nicol ipotizza essere la madre di Eudocia Cantacuzena, madre di Teodoro Spandugino[13].

## Ascendenza
|                                      |                                   |                                         | Genitori                                                 |  |  | Nonni |  |  | Bisnonni                                    |  |  | Trisnonni                             |  |
|                                      |                                   |                                         |                                                          |  |  |       |  |  | Giovanni VI Cantacuzeno, basileus dei Romei |  |  | Michele Cantacuzeno, despota di Morea |  |
|                                      |                                   |                                         |                                                          |  |  |       |  |  | Giovanni VI Cantacuzeno, basileus dei Romei |  |  | Michele Cantacuzeno, despota di Morea |  |
|                                      |                                   | Teodora Paleologa Cantacuzena Angela    |                                                          |  |  |       |  |  | Giovanni VI Cantacuzeno, basileus dei Romei |  |  |                                       |  |
| Matteo Cantacuzeno, despota di Morea |                                   |                                         |                                                          |  |  |       |  |  | Giovanni VI Cantacuzeno, basileus dei Romei |  |  |                                       |  |
|                                      |                                   | Irene Asanina                           | Andronico Asen                                           |  |  |       |  |  |                                             |  |  |                                       |  |
|                                      |                                   | Irene Asanina                           | Andronico Asen                                           |  |  |       |  |  |                                             |  |  |                                       |  |
|                                      |                                   | Irene Asanina                           | N. Tarchanaiotissa                                       |  |  |       |  |  |                                             |  |  |                                       |  |
| Teodoro Paleologo Cantacuzeno        |                                   | Irene Asanina                           |                                                          |  |  |       |  |  |                                             |  |  |                                       |  |
|                                      |                                   | Demetrio Paleologo                      | Andronico II Paleologo, basileus dei Romei               |  |  |       |  |  |                                             |  |  |                                       |  |
|                                      |                                   | Demetrio Paleologo                      | Andronico II Paleologo, basileus dei Romei               |  |  |       |  |  |                                             |  |  |                                       |  |
|                                      |                                   | Demetrio Paleologo                      | Violante di Monferrato                                   |  |  |       |  |  |                                             |  |  |                                       |  |
| Irene Paleologa                      |                                   | Demetrio Paleologo                      |                                                          |  |  |       |  |  |                                             |  |  |                                       |  |
|                                      |                                   | Teodora Comnena                         | …                                                        |  |  |       |  |  |                                             |  |  |                                       |  |
|                                      |                                   | Teodora Comnena                         | …                                                        |  |  |       |  |  |                                             |  |  |                                       |  |
|                                      |                                   | Teodora Comnena                         | …                                                        |  |  |       |  |  |                                             |  |  |                                       |  |
| Giorgio Paleologo Cantacuzeno        |                                   | Teodora Comnena                         |                                                          |  |  |       |  |  |                                             |  |  |                                       |  |
|                                      | Simeon Uroš, despota di Tessaglia | Stefano Uroš III Dečanski, re di Serbia |                                                          |  |  |       |  |  |                                             |  |  |                                       |  |
|                                      | Simeon Uroš, despota di Tessaglia | Stefano Uroš III Dečanski, re di Serbia |                                                          |  |  |       |  |  |                                             |  |  |                                       |  |
|                                      | Simeon Uroš, despota di Tessaglia | Maria Paleologa                         |                                                          |  |  |       |  |  |                                             |  |  |                                       |  |
| Giovanni Uroš, despota di Tessaglia  | Simeon Uroš, despota di Tessaglia |                                         |                                                          |  |  |       |  |  |                                             |  |  |                                       |  |
|                                      |                                   | Tommasa d'Epiro                         | Giovanni II, conte di Cefalonia e Zante, despota d'Epiro |  |  |       |  |  |                                             |  |  |                                       |  |
|                                      |                                   | Tommasa d'Epiro                         | Giovanni II, conte di Cefalonia e Zante, despota d'Epiro |  |  |       |  |  |                                             |  |  |                                       |  |
|                                      |                                   | Tommasa d'Epiro                         | Anna Paleologina                                         |  |  |       |  |  |                                             |  |  |                                       |  |
| Elena Ouresina Doucaina              |                                   | Tommasa d'Epiro                         |                                                          |  |  |       |  |  |                                             |  |  |                                       |  |
|                                      |                                   | Radoslav Hlapen                         | …                                                        |  |  |       |  |  |                                             |  |  |                                       |  |
|                                      |                                   | Radoslav Hlapen                         | …                                                        |  |  |       |  |  |                                             |  |  |                                       |  |
|                                      |                                   | Radoslav Hlapen                         | …                                                        |  |  |       |  |  |                                             |  |  |                                       |  |
| N. Radoslava                         |                                   | Radoslav Hlapen                         |                                                          |  |  |       |  |  |                                             |  |  |                                       |  |
|                                      |                                   | …                                       | …                                                        |  |  |       |  |  |                                             |  |  |                                       |  |
|                                      |                                   | …                                       | …                                                        |  |  |       |  |  |                                             |  |  |                                       |  |
|                                      |                                   | …                                       | …                                                        |  |  |       |  |  |                                             |  |  |                                       |  |
|                                      |                                   | …                                       |                                                          |  |  |       |  |  |                                             |  |  |                                       |  |